# رغوس

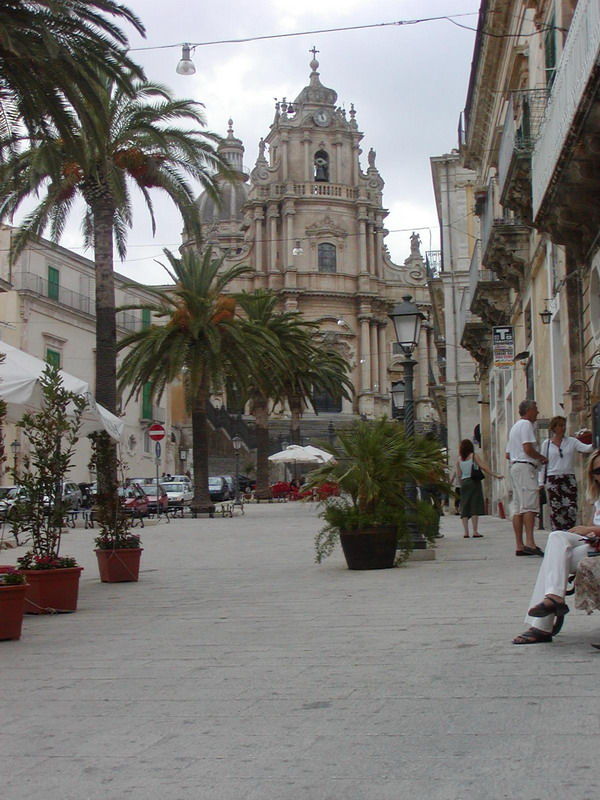
كنيسة القديس جرجيس

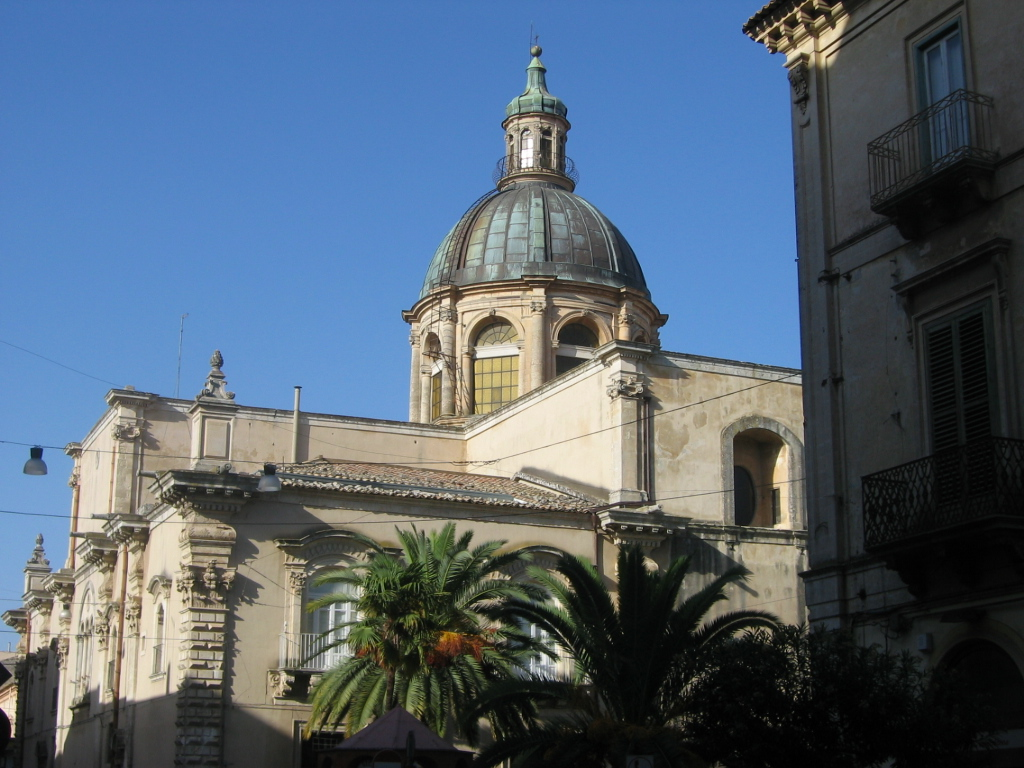
كنيسة القديس يوحنا

رَغُوس أو رغوص أو رَجوسة (بالإيطالية: راغوزا Ragusa)‏ مدينة إيطالية في جنوب شرق صقلية عاصمة مقاطعة رغوس سكانها 71.765 نسمة. ترتفع ب 520 متر على مستوى سطح البحر حيث أنها مبنية على تلة من الحجر الكلسي في جبال إبلا بين واديين عميقين.
المدينة بها منطقتين متميزتين، الأكثر انخفاضاً والأقدم تسمى Ragusa Ibla، والجزء الأعلى Ragusa Superiore. الشطران مفصولان بوادي الجسور Valle dei Ponti وهو وادي عميق وضيق وشديد الانحدار تجتازه أربعة جسور. أشهرها جسر Ponte dei Cappuccini من القرن الثامن عشر.
اقتصاد المناطق المحيطة يتعتمد أساسا على الزراعة (البستنة والزيتون)، والسياحة، والصناعات الخفيفه، وحقول النفط الصغيرة. هي ومع سبع مدن أخرى في وادي نوطس ضمن قائمة مواقع التراث العالمي لاليونسكو.

## السكان
في سنة 1861 بلغ عدد السكان 22٬883 نسمة، وتطور العدد ليصل في سنة 2016 لـ 73٬500 نسمة.
يظهر هذا المخطط البياني تطور النمو السكاني لـ رغوس al 31/12/2016

## التاريخ
أصول رغوص يمكن إرجاعها إلى الألفية الثانية قبل الميلاد، عندما وجد بالمنطقة العديد من المستوطنات التي تعود إلى السيكوليين حيث من الممكن أن تكون رغوص إلبا الحالية قائمة على إحدهم وتعرفت ب Hybla Heraia.
المدينة القديمة تقع على تلة ارتفاعها 300 متر، وكانت على الاتصال بالمستعمرات اليونانية القريبة وتطورت بفضل ميناء كاميرينا القريب. وبعد فترة قصيرة من حكم القرطاجيين حكمها الرومان والبيزنطيين الذين حصنوها وبنوا قلعة كبيرة. فتحها العرب في عام 848 م وبقيت تحت حكمهم حتى القرن الحادي عشر، عندما غزاها النورمان. اتخذوها مقر كونتية، وكان كونتها الأول هو جوفري ابن الملك رجار الأول ملك صقلية.
تبعت رغوص بعد ذلك أحداث مملكة صقلية، وجعلت في النصف الأول من القرن الثاني عشر إقطاعية لعائلة كيارامونتي، وتبقيت عاصمة الكونتية بعد الاتحاد مع موذقة في عام 1296، وهي صفة التي خسرتها في القرن الخامس عشر بعد انتفاضة شعبية.
في عام 1693 دمر رغوص زلزال هائل، مما أدى إلى مقتل نحو 5,000 نسمة. وفي أعقاب هذه الكارثة أعيد بناء المدينة على نطاق واسع، وتعود لتلك الفترة العديد من المباني الاروكية. انتقل معظم السكان إلى مستوطنة جديدة في المقاطعة السابقة باترو، وسميت البلدية الجديدة "Ragusa Superiore" (رغوس العليا) والمدينة القديمة "Ragusa Inferiore" (رغوس السفلى). وظلت المدينتان مفصولتين حتى عام 1926، عندما قام الحكم الفاشي بدمجهما مع بعض وأصبحت رغوص عاصمة المقاطعة عام 1927 بدلا من موذقة العاصمة السابقة والمدينة الأهم والأكثر سكانا منذ عام 1296.

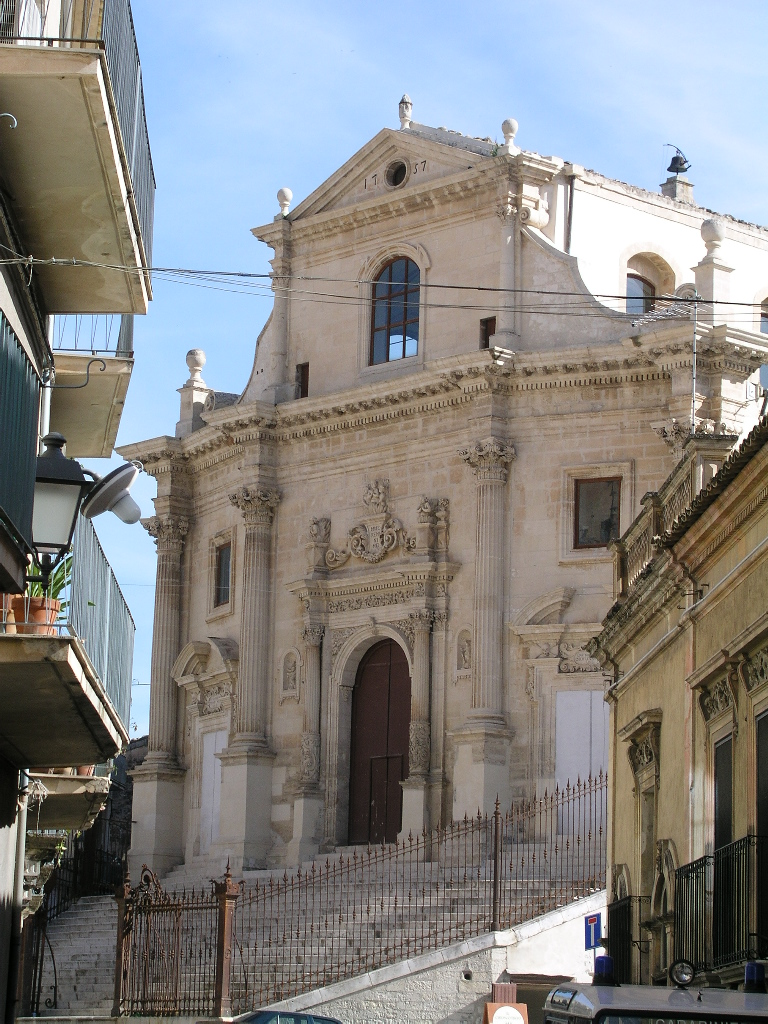
كنيسة Anime Purgatorio
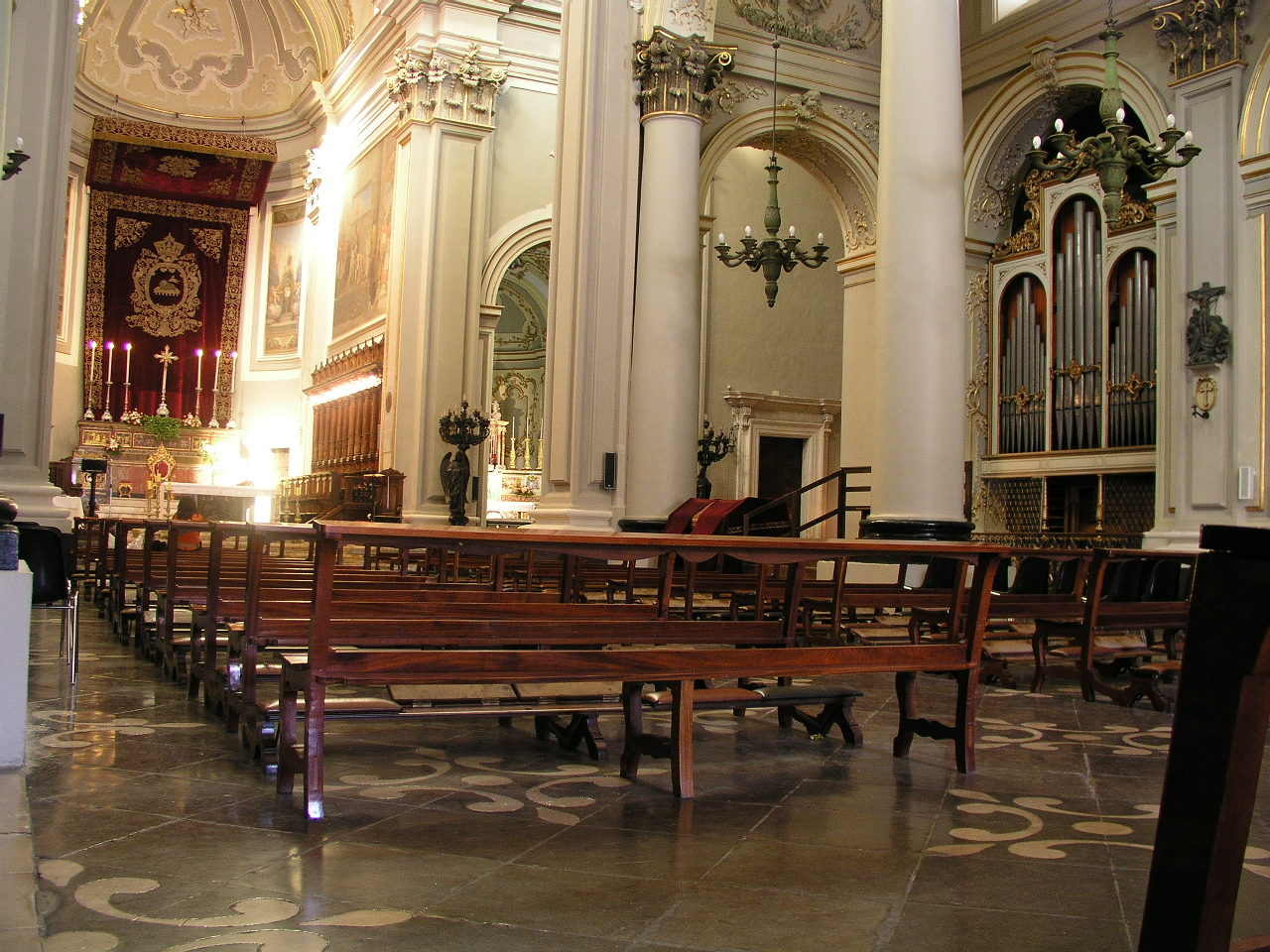
داخل كنيسة القديس جرجيس
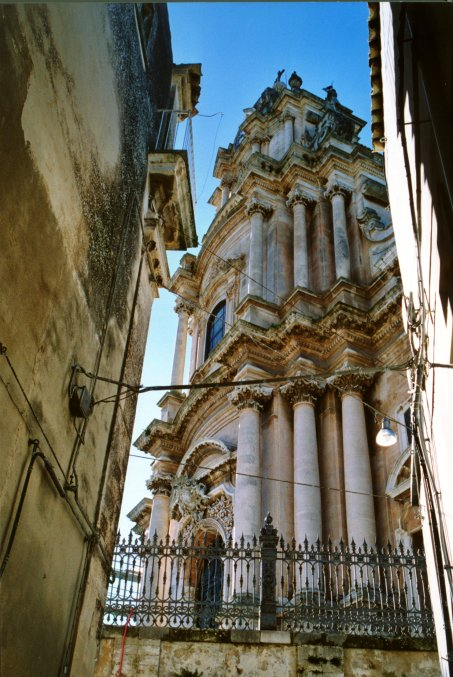
كنيسة القديس جرجيس
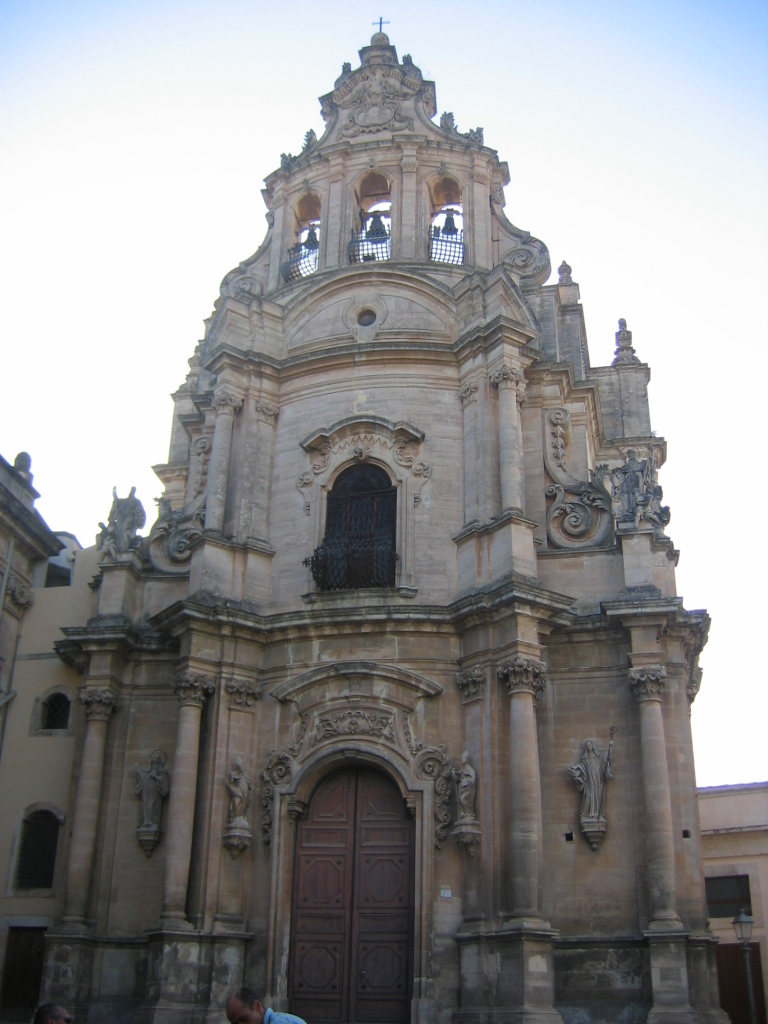
كنيسة القديس يوسف